# Abédi Pelé
Abédi Ayew Pélé (Kibi, Eastern, 5 november 1964) is een Ghanees voormalig profvoetballer en voetbaltrainer. Hij was Afrikaans voetballer van het jaar in 1991, 1992 en 1993. In maart 2004 werd hij opgenomen in de lijst van de 125 beste nog levende spelers ter wereld.
Hij is de vader van voetballers André Ayew, Jordan Ayew en Abdul Rahim Ayew.

## Clubcarrière
Pelé werd met Olympique Marseille vier keer Frans landskampioen en haalde daarmee twee keer de finale van de Europacup I/UEFA Champions League, waarvan hij er een won. In 1993 werd de eerste editie van de UEFA Champions League gewonnen van AC Milan.

## Interlandcarrière
Van 1992 tot 1998 was hij aanvoerder van het Ghanees voetbalelftal. Hij was de eerste Afrikaanse voetballer die hoog eindigde in de Wereldvoetballer van het jaar-verkiezing. Hij speelde 73 wedstrijden voor de nationale ploeg, waarmee hij meermaals de finale van de Afrika Cup haalde en de editie van 1982 won.

## Erelijst
Olympique Marseille
- Division 1: 1990/91, 1991/92
- UEFA Champions League: 1992/93

 Al-Ain
- UAE Football League: 1999/00
- UAE President's Cup: 1998/99

 Ghana
- CAF Africa Cup of Nations: 1982
- West African Nations Cup: 1982, 1983, 1984

Individueel
- Ghana SWAG Best Colts (Young) Player: 1978
- BBC African Footballer of the Year: 1991
- Afrikaans voetballer van het jaar: 1991, 1992, 1993
- African Nations Cup Gouden Bal: 1992
- Wereldvoetballer van het jaar: negende plaats in 1992, nominatie in 1991
- Ghana Footballer of the Year: 1993
- Afrikaans Speler van de Eeuw - IFFHS: derde plaats
- FIFA All-Star Forward: 1996 (reserve), 1997 (reserve), 1999
- FIFA 100
- Top 30 beste Afrikaanse voetballers in de laatste 50 jaar: vijfde plaats
- Golden Foot Legends Award: 2011

Onderscheiding
- Order of the Volka: 1996